# Nepenthes inermis
Espèce
Classification phylogénétique
Statut de conservation UICN

 LC  : Préoccupation mineure
Statut CITES
Nepenthes inermis est une plante insectivore endémique de l'île de Sumatra en Indonésie. Cette espèce pousse sur les contreforts occidentaux de Sumatra à une altitude de 1500 m à 2600 m.

## Morphologie
La plante atteint 5 m de long dans la nature. Ces feuilles pièges sont exceptionnelles dans leur genre puisqu'elles ne possèdent pas de péristome. La taille des urnes avoisine au maximum les 10 cm de long pour 5 cm de large.